# Prosastück
Das Prosastück ist eine seit Ende des 19. Jahrhunderts aufgekommene literarische Form der Kurzprosa, die, ähnlich der Prosaskizze, dem Feuilleton nahesteht. Von der Kurzgeschichte unterscheidet es sich dadurch, dass es meist wenig handlungsorientiert, sehr subjektiv und skizzenhaft ist. Das Prosastück greift Elemente der Anekdote, manchmal auch der Parabel auf und verbindet erzählerische mit essayistischen Elementen.
Im Werk Peter Altenbergs und Robert Walsers ist das Prosastück die vorherrschende Form.